# Carmen Rodríguez-Medel
María del Carmen Rodríguez-Medel Nieto (Cádiz, 24 de abril de 1972) es una jueza española. Trabaja como magistrada titular del Juzgado de Instrucción número 51 de Madrid y está especializada en Derecho penal internacional.

## Biografía
Carmen Rodríguez-Medel nació en Cádiz el 24 de abril de 1972, hija de Ramón Rodríguez-Medel Carmona, general de Brigada de la Guardia Civil, y de su esposa, Carmen Nieto. Es nieta del teniente coronel de la Guardia Civil José Rodríguez-Medel, asesinado el 18 de julio de 1936 en Navarra cuando intentaba frenar la sublevación militar que dio inicio a la guerra civil española. Se licenció en Derecho por la Universidad Complutense de Madrid (UCM) en 1995 y en Ciencias Políticas por la UNED. Es también doctora en Derecho con una tesis titulada Prueba penal transfronteriza: su obtención y admisibilidad en España, dirigida por Fernando Gascón Inchausti y defendida en la UCM en 2015. Casada con Jaime Serret Cuadrado, juez, del matrimonio nacieron tres hijos.
Accedió a la magistratura en 1999 y pertenece a la Asociación Profesional de la Magistratura, colectivo de corte conservador.

### Marbella
Destinada al Juzgado de Marbella, Rodríguez-Medel instruyó la primera pieza del caso Minutas, que llevó al expresidente del Sevilla FC José María del Nido a prisión. También instruyó una pieza del caso Malaya.

### Madrid
Posteriormente, en 2016, fue nombrada magistrada titular del Juzgado de Instrucción número 51 de Madrid.

### Caso 8 de marzo
En marzo de 2020 inició la instrucción de una causa por prevaricación contra el delegado del Gobierno en Madrid, José Manuel Franco, por no haber prohibido la celebración de manifestaciones masivas el 8 de marzo de 2020, Día internacional de la Mujer, a pesar de los posibles contagios por coronavirus, pandemia conocida como Covid-19. El 25 de mayo el ministro Fernando Grande-Marlaska cesó al coronel Diego Pérez de los Cobos, jefe de la Comandancia de la Guardia Civil de Madrid, por negarse a trasladar un informe que había redactado su departamento a instancias de la juez instructora. Durante la instrucción, la Fiscalía de Madrid pidió el archivo de la causa y la abogada del Estado, Rosa María Seoane López, acusó a la jueza de estar actuando por motivos políticos. Finalmente, el viernes 12 de junio, la jueza acordó el sobreseimiento provisional de la causa por prevaricación que seguía desde el 23 de marzo contra el delegado del Gobierno en Madrid, José Manuel Franco.

### Asesora
Rodríguez-Medel fue nombrada asesora del director general de Relaciones con la Justicia, siendo Rafael Catalá ministro de Justicia.